# Cantó de Cancon
El cantó de Cancon és un cantó francès del departament d'Òlt i Garona, situat al districte de Vilanuèva d'Òlt. Té 10 municipis i el cap és Cancon.

## Municipis
- Bèugas
- Bodin de Bèlregard
- Cancon
- Cassanuèlh
- Castèlnòu de Gratacomba
- Monbahus
- Monviel
- Molinet
- Palhòlas
- Sant Maurici de l'Estapèl

## Història
| Data d'elecció                           | Identitat          | Partit        | Qualitat |
| ---------------------------------------- | ------------------ | ------------- | -------- |
| 1973-1979                                | Mme Fouché         | Divers droite |          |
| 1979-1998                                | Francis Larribeau  | RPR           |          |
| 1998-                                    | Jean-Claude Gouget | PRG           |          |
| les dades anteriors no són pas conegudes |                    |               |          |
|                                          |                    |               |          |

## Demografia
| 1962  | 1968  | 1975  | 1982  | 1990  | 1999  | 2006  |
| ----- | ----- | ----- | ----- | ----- | ----- | ----- |
| 5.697 | 6.386 | 6.226 | 6.407 | 6.306 | 6.123 | 6.315 |